# 克劳迪奥·萨拉
克劳迪奥·萨拉（義大利語：Claudio Sala，1947年9月8日—），意大利男子足球运动员，司职中场、前锋。他曾代表意大利国家队参加1978年国际足联世界杯，结果获得第四名。